# Kakshaal Too
El Kakshaal Too (Kyrgyz: Какшаал Тоо, Qaqşaal Too, قاقشاال توو) es una gran cadena montañosa en el Tien-Shan Central. Se extiende a lo largo de 582 km (en Kirguistán) entre Kirguistán y China. El punto más alto de la cordillera es el Jengish Chokusu (7.439 metros). La cordillera está compuesta principalmente de calizas, limolitas, areniscas, conglomerados y argilitas del Paleozoico, intruidas por granitos, granosyenita y sienita.